# Molybdän(III)-chlorid
Molybdän(III)-chlorid ist eine anorganische chemische Verbindung des Molybdäns aus der Gruppe der Chloride.

## Gewinnung und Darstellung
Molybdän(III)-chlorid kann durch Reaktion von Molybdän(V)-chlorid mit Wasserstoff, Zinn(II)-chlorid oder metallischem Molybdän gewonnen werden.
{\displaystyle \mathrm {MoCl_{5}+H_{2}\longrightarrow MoCl_{3}+2HCl} }
{\displaystyle \mathrm {MoCl_{5}+SnCl_{2}\longrightarrow MoCl_{3}+SnCl_{4}} }
{\displaystyle \mathrm {3MoCl_{5}+2Mo\longrightarrow 5MoCl_{3}} }

## Eigenschaften
Molybdän(III)-chlorid ist ein kupferrotes bis braunes Pulver, das bei Zimmertemperatur unter Schutzgas unbegrenzt haltbar ist. An feuchter Luft erfolgt eine langsame Hydrolyse und Oxidation. Es ist unlöslich in Wasser, verdünnter Salzsäure, Aceton, Tetrachlorkohlenstoff, Benzol, und Ethanol, dafür löslich in verdünnter Salpetersäure und konzentrierter Schwefelsäure. Oberhalb von 410 °C erfolgt Disproportionierung in Molybdän(II)-chlorid und Molybdän(IV)-chlorid. Die Verbindung kommt in zwei Modifikationen vor. Die α-Form hat eine monokline Kristallstruktur ähnlich der vom Aluminium(III)-chlorid-Typ mit der Raumgruppe C2/m (Raumgruppen-Nr. 12), a = 609,2 pm, b = 974,5 pm, c = 727,5 pm, β = 124,6°. Diese Form besteht aus MoCl6-Oktaedern, wobei jeder Oktaeder über Kanten mit drei benachbarten Oktaedern verknüpft ist. Der Abstand zu einem der benachbarten Mo-Atome beträgt 274,7 pm, welches eine kovalente Mo–Mo-Bindung impliziert. Die β-Form hat ebenfalls eine monokline Kristallstruktur mit der Raumgruppe C2/c (Nr. 15), a = 611,5 pm, b = 981,4 pm, c = 1190,6 pm, β = 91,0°. Es existiert auch noch ein Trihydrat.